# Ignacy Nuh z Libanu
Ignacy Nuh z Libanu (ur. ?, zm. 1509) – w latach 1493–1509 93. syryjsko-prawosławny Patriarcha Antiochii. 